# Parafia św. Marcina w Biskupicach
Parafia Świętego Marcina w Biskupicach – rzymskokatolicka parafia należąca do dekanatu Niegowić archidiecezji krakowskiej.